# Castello di Spiš
Il castello di Spiš (slovacco: Spišský hrad) è un sito storico costituito dalle rovine di un antico castello medievale che si trovano nella Slovacchia orientale, sopra il villaggio di Žehra nel distretto di Levoča, a circa 60 km a nord-ovest di Košice. Si tratta di uno dei sei castelli più grandi del paese. Spiš è il nome della regione tradizionale in cui si trova il castello. È stato incluso nella lista del patrimonio dell'umanità dell'UNESCO nel 1993 (insieme alle località adiacenti di Spišská Kapitula e Žehra).

## Storia

### Origini

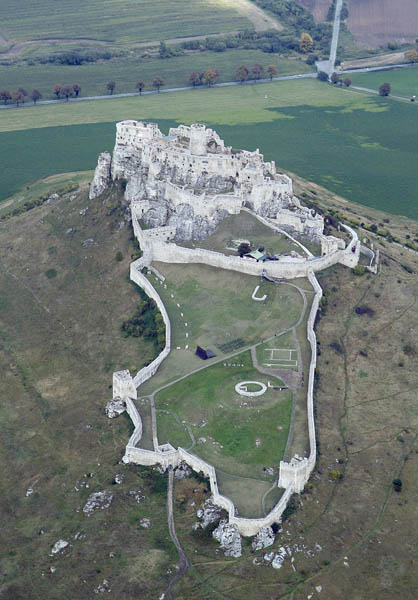
Vista aerea del castello

La costruzione del castello medievale su una collina di travertino risale all'inizio del XII secolo. Il più antico riferimento scritto al castello risale al 1120. All'inizio era un forte di confine posto alla frontiera settentrionale del Regno d'Ungheria. In seguito, divenne per molti secoli il centro politico, amministrativo, economico e culturale della contea di Szepes del Regno d'Ungheria. Prima del 1464 fu di proprietà dei re d'Ungheria, fino al tempo del re Mattia Corvino, in seguito (fino al 1528) della famiglia Zápolya, quindi della famiglia Thurzo (1531-1635), della famiglia Csáky (1638-1945) e dal 1945 dello Stato.
Nella seconda metà del XIII secolo il luogo era costituito da un castello fortificato in pietra di stile romanico, un palazzo romanico a due piani e una basilica romanico-gotica a tre navate. Nel XIV secolo venne realizzato un secondo insediamento fuori dalle mura del castello che raddoppiò l'area occupata.
Il castello fu completamente ricostruito nel XV secolo; le mura del castello vennero rinforzate e fu costruito un terzo insediamento fuori dalle mura. Verso il 1470 fu aggiunta una cappella gotica.

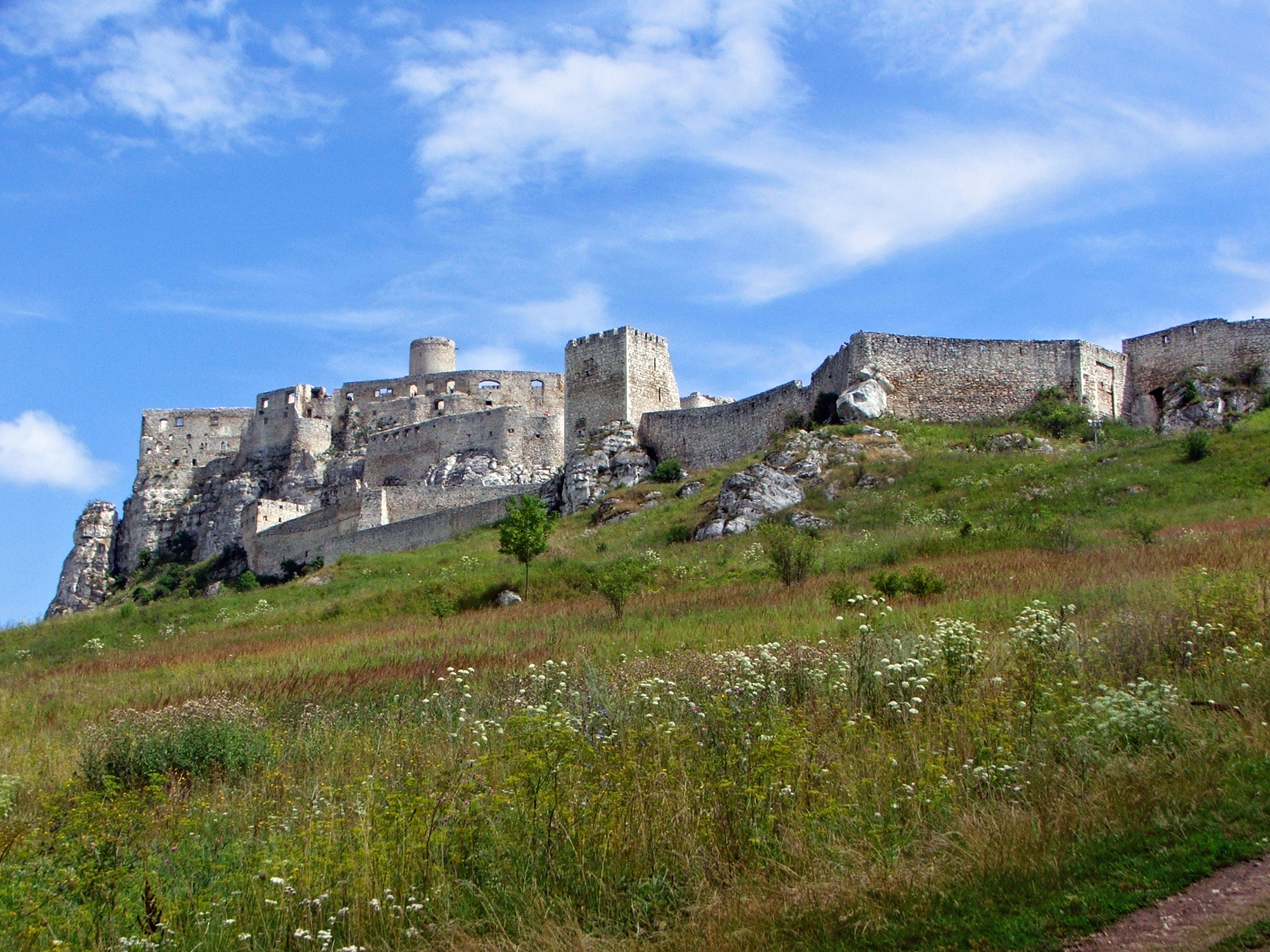
Il Castello di Spiš

Durante il periodo di proprietà della famiglia Zápolya vennero effettuate ulteriori modifiche che trasformarono il castello superiore in una comoda residenza familiare, tipica delle residenze rinascimentali del XVI e XVII secolo. 

### Declino e ricostruzione
Gli ultimi proprietari del castello di Spiš, la famiglia Csáky, abbandonarono il castello all'inizio del XVIII secolo perché lo consideravano troppo scomodo per viverci. Si trasferirono nei castelli/palazzi del villaggio di recente costruzione a Hodkovce vicino a Žehra e Spišský Hrhov.

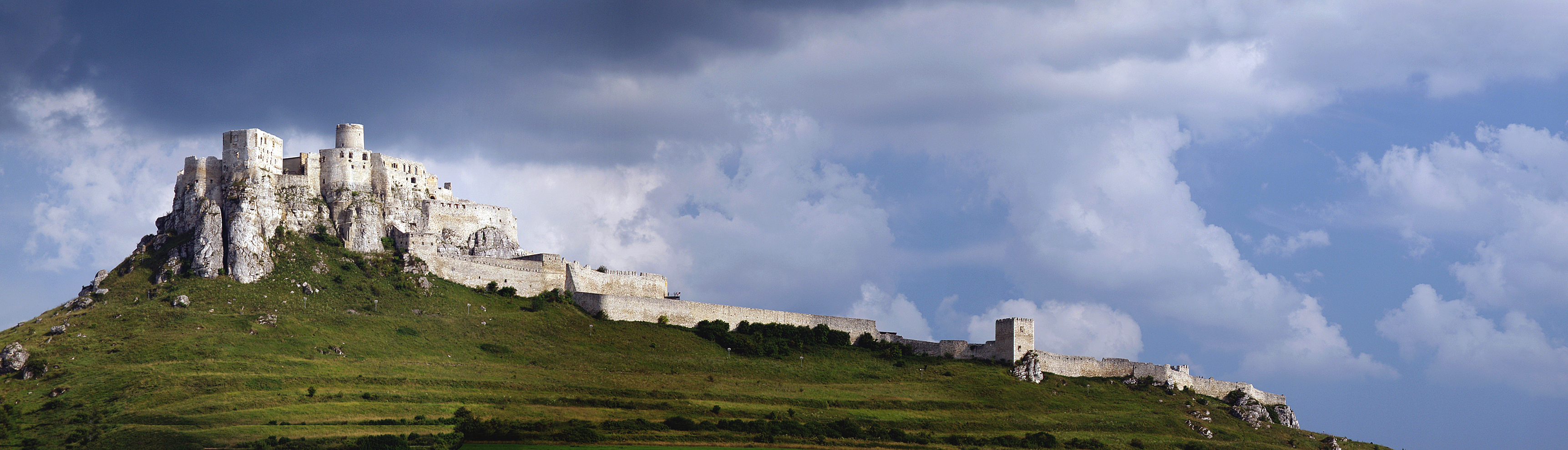
Il Castello di Spiš da lontano

Nel 1780, il castello subì un incendio e da allora andò in rovina. La causa dell'incendio è sconosciuta, ma ci sono alcune teorie. Una è che la famiglia Csáky l'abbia incendiata di proposito per ridurre le tasse, poiché all'epoca si applicavano tasse aggiuntive agli edifici coperti. Un'altra è che sia stata colpita da un fulmine, che ha innescato l'incendio. Una terza è che alcuni soldati nel castello abbiano accidentalmente appiccato il fuoco. In ogni caso, dopo l'incendio, il castello non fu più occupato e iniziò a cadere in rovina.

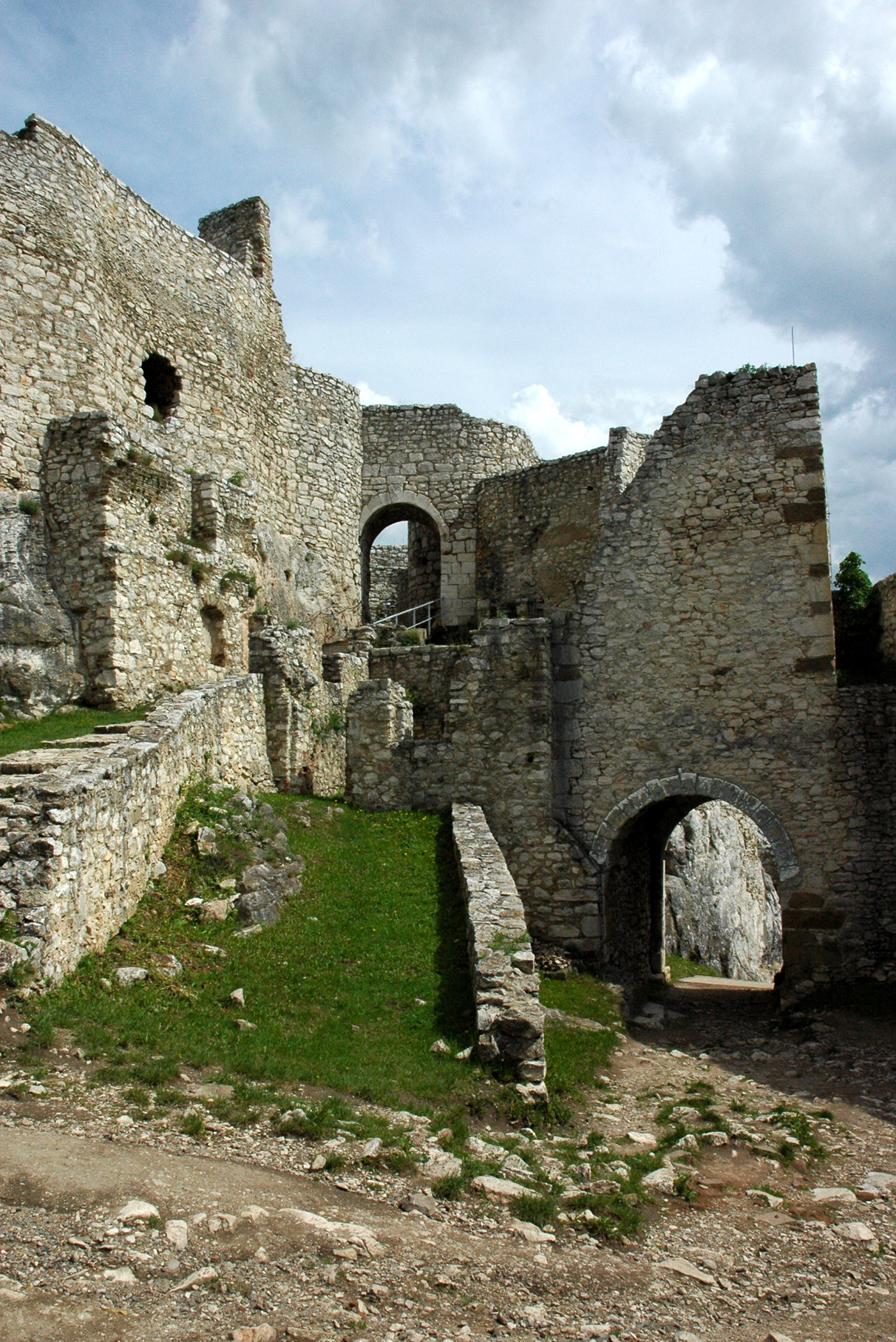
Accesso al castello.

Il castello fu parzialmente ricostruito nella seconda metà del XX secolo e sul sito venne condotta una vasta ricerca archeologica. Le sezioni ricostruite ospitano l'esposizione del Museo Spiš, che è responsabile della gestione del castello; il museo contiene anche manufatti come i dispositivi di tortura  utilizzati in passato nel castello.
Dopo la fine della seconda guerra mondiale, il complesso fu preso in possesso statale dalla Cecoslovacchia nel 1945, venne parzialmente ricostruito e dichiarato monumento culturale nazionale nel 1961.
Il castello è regolarmente utilizzato per riprese cinematografiche, tra cui Dragonheart (1996), Phoenix, Kull il Conquistatore (1997), Il leone d'inverno (2003), L'ultima legione (2006).